# Plassenburg

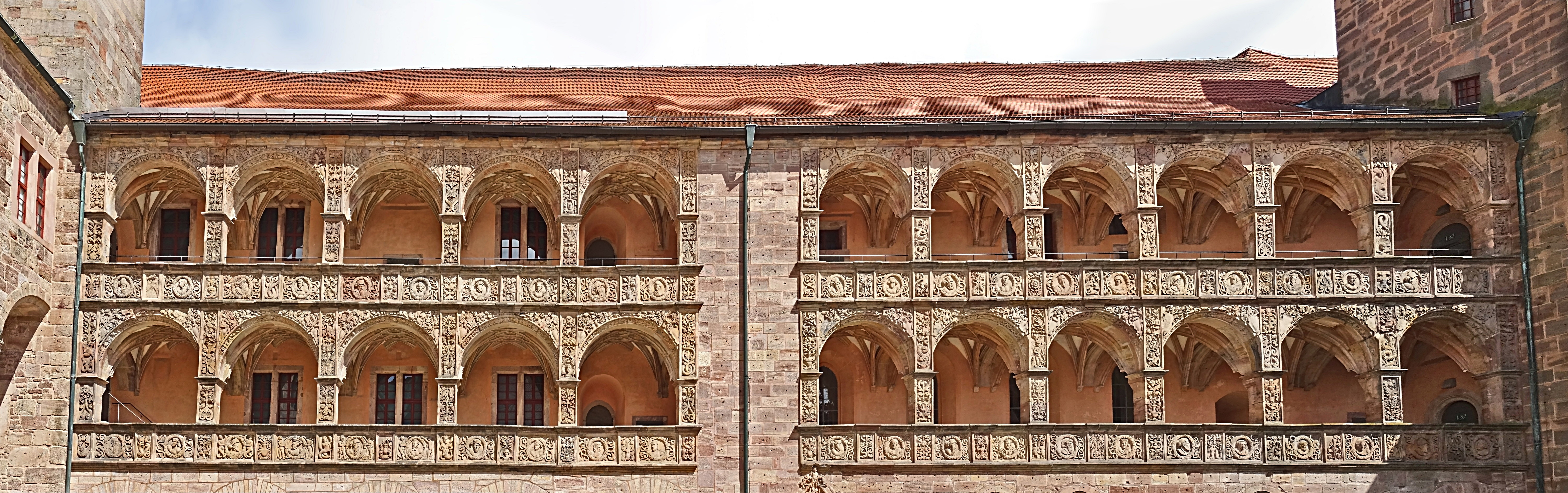
Schöner Hof mit Reliefbrustbildern zwischen den Arkadengängen (ausgestaltet von Caspar Vischer)

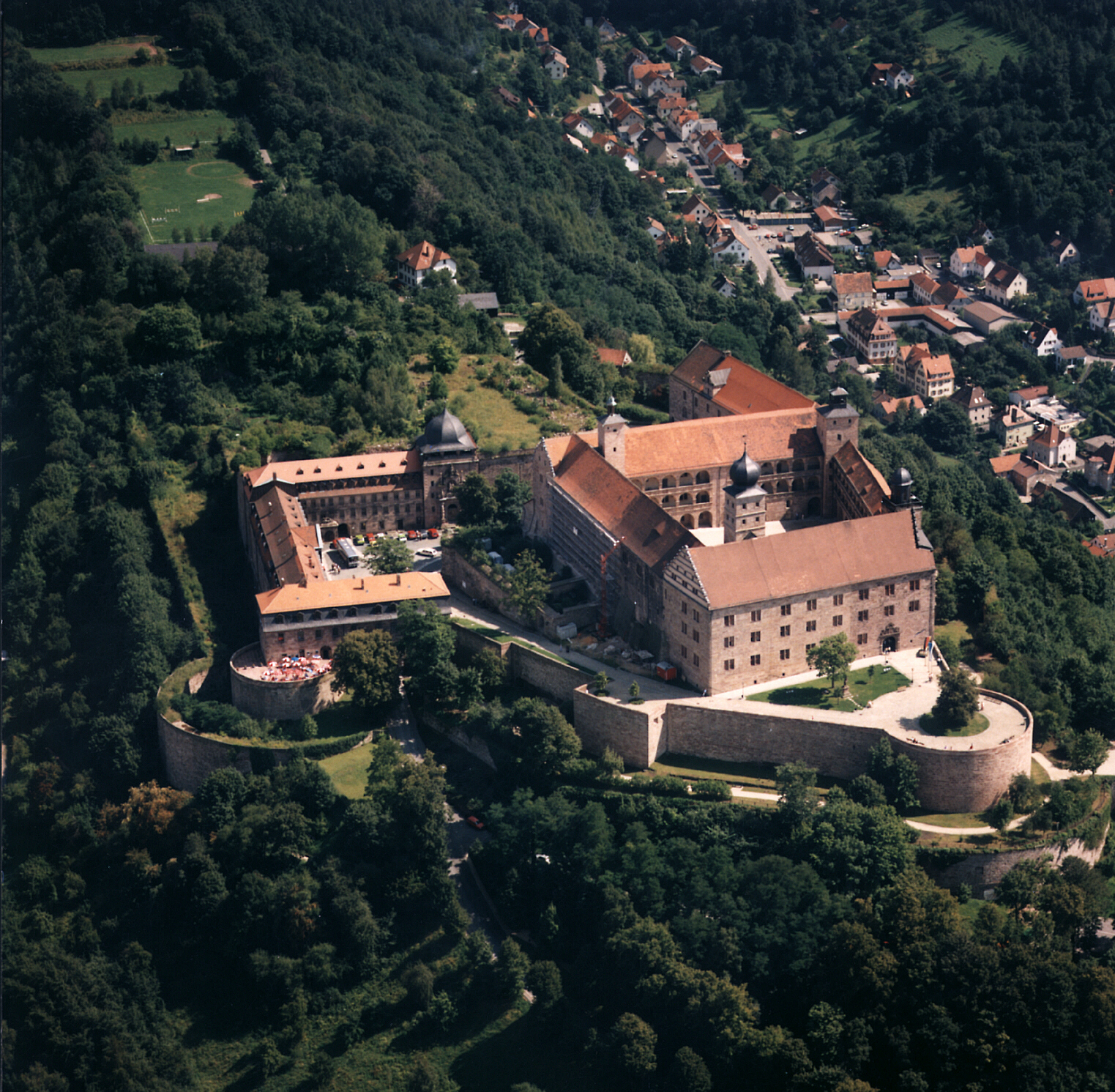
Die Plassenburg aus der Vogelperspektive

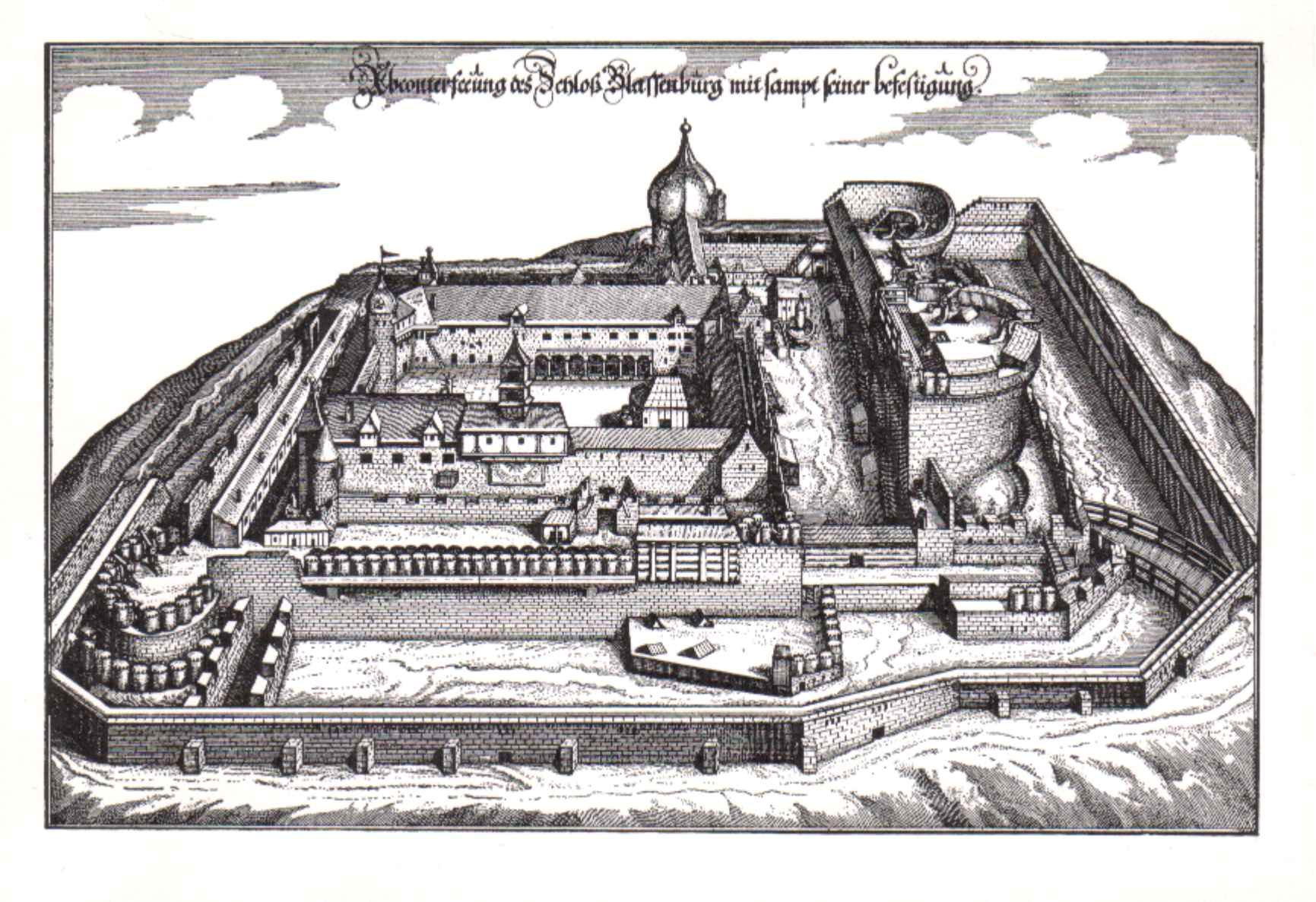
Der Kupferstich aus der Topographia Franconiae (um 1656) zeigt das Aussehen der Plassenburg vor 1554

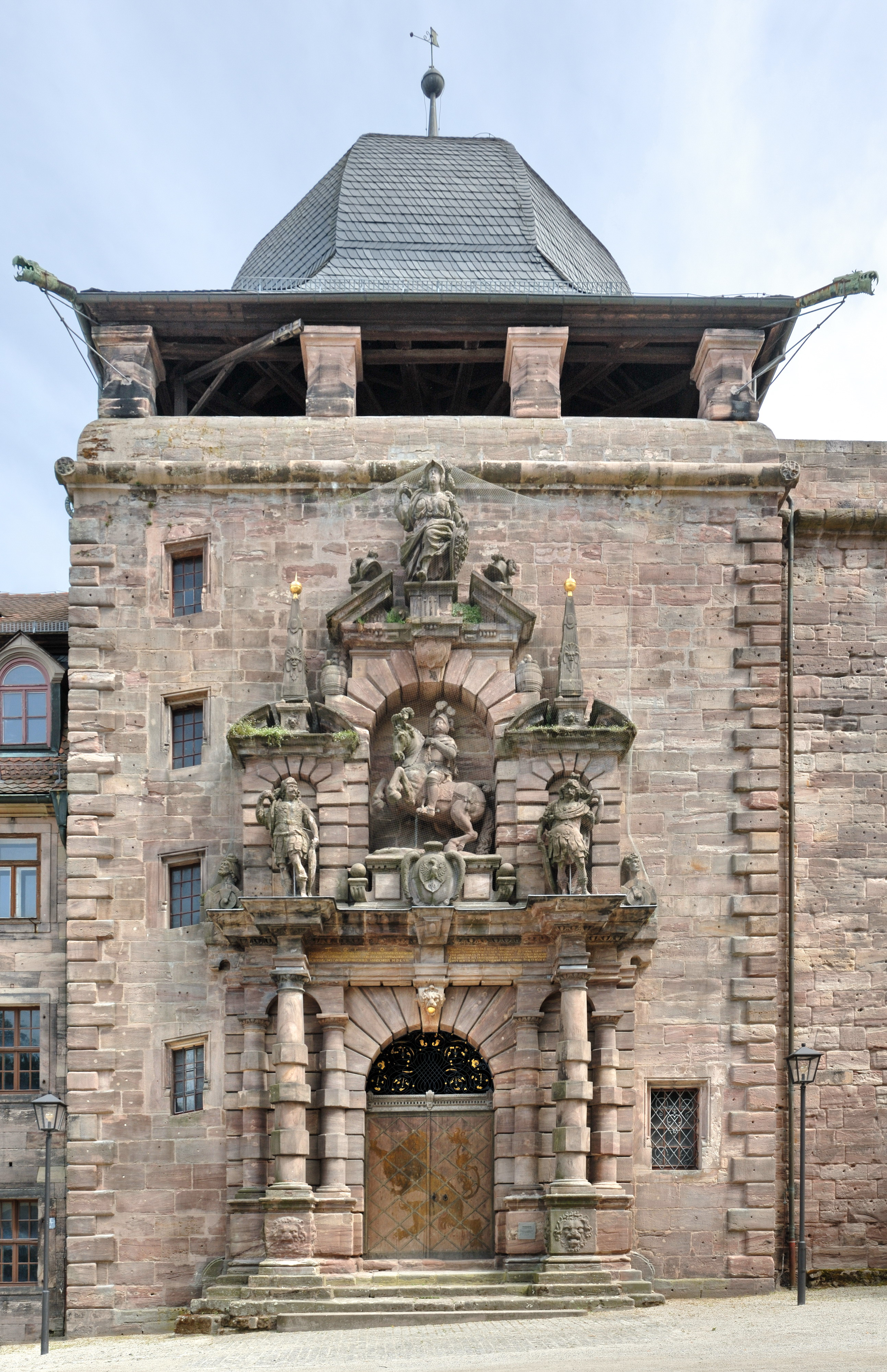
Christiansportal im Kasernenhof

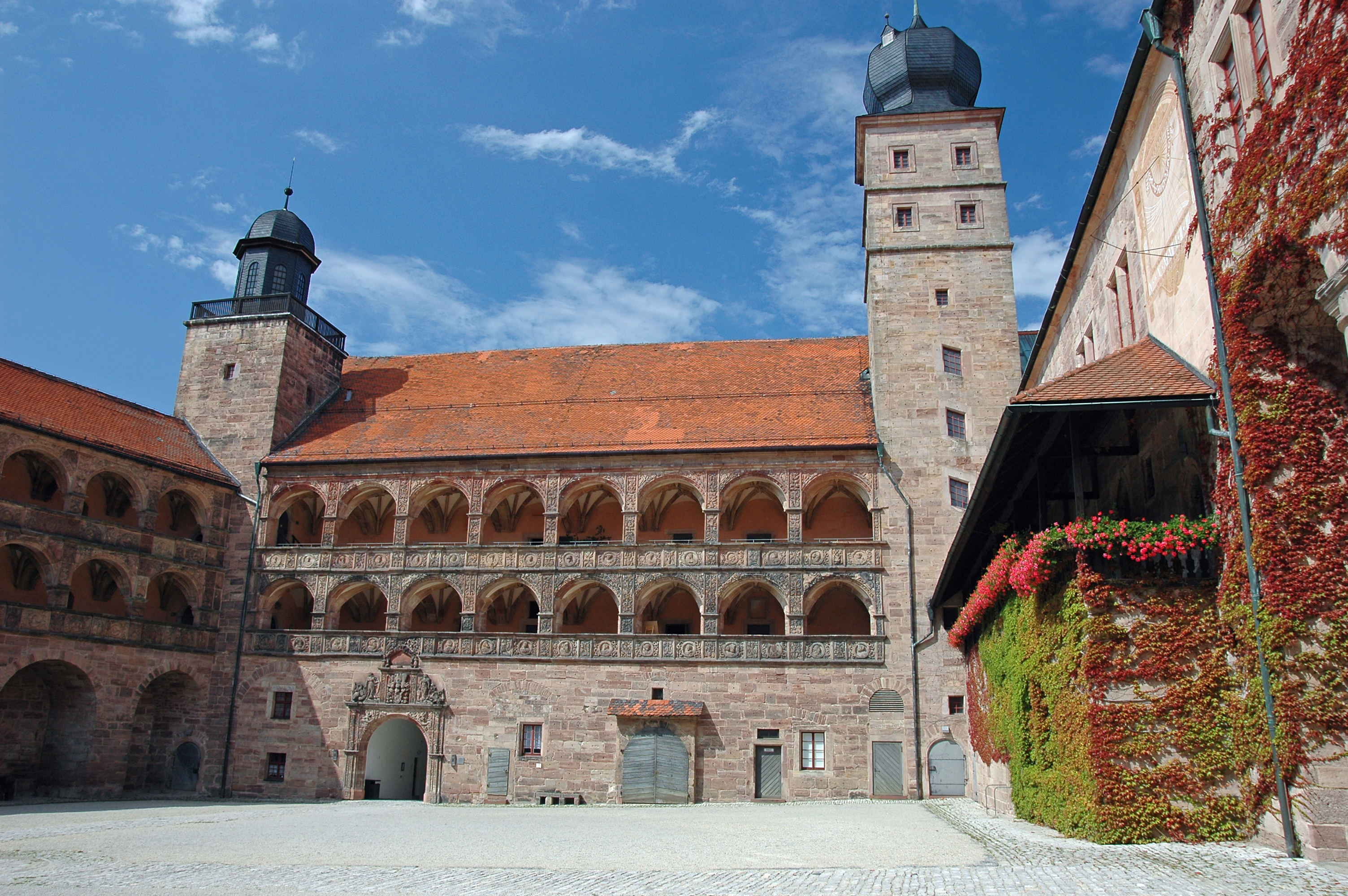
Blick aus den Arkaden in den Innenhof der Burg

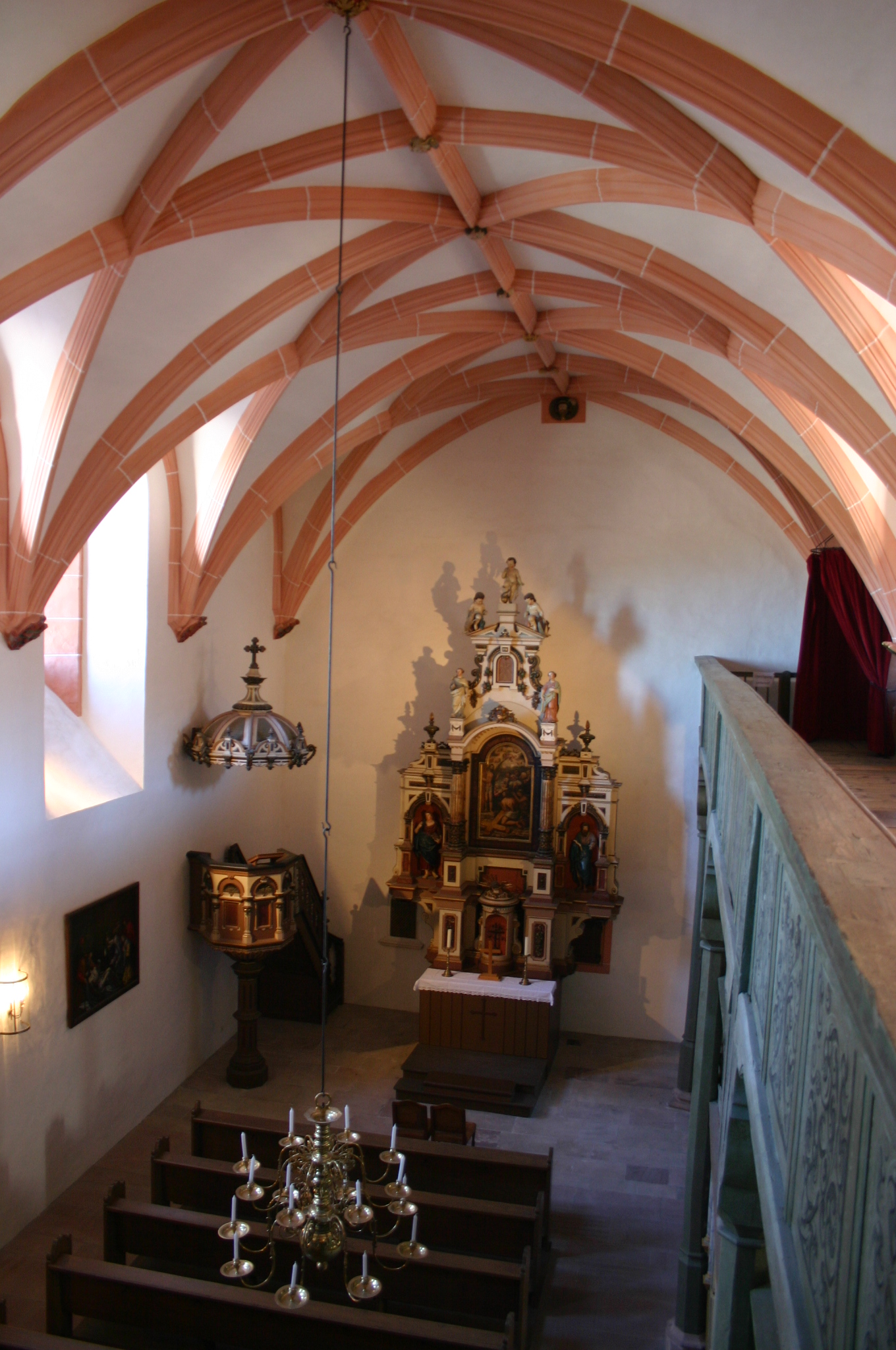
Blick in die Schlosskirche der Plassenburg

Die Plassenburg ist eine ehemalige Landesfestung und ein ehemaliges Residenzschloss über der oberfränkischen Stadt Kulmbach. Ab 1557 wurde die Anlage nach Plänen von Caspar Vischer zu einem Festen Schloss der Renaissance ausgebaut. In der Plassenburg befinden sich heute das Landschaftsmuseum Obermain, das Deutsche Zinnfigurenmuseum, das Armeemuseum Friedrich der Große und das Museum Hohenzollern in Franken.
Plassenburg liegt in der Gemarkung Kulmbach.

## Geschichte
Die Plassenburg wurde erstmals 1135 erwähnt, als sich Graf Berthold II. von Andechs, der sie vermutlich erbauen ließ, als „comes de Plassenberch“ bezeichnete. Umstritten ist in der Forschung, ob es sich bei dem im 16. Jahrhundert nach seinem Besitzer Hans Kopp benannten Koppenhof, einem ehemaligen Maierhof der Familie Guttenberg, um eine Vorgängeranlage, die Altenplassenburg, handelte, die angeblich im ersten Viertel des 14. Jahrhunderts zerstört wurde. Ein im Buchwald ca. 1300 Meter östlich der Plassenburg gelegenes Schweinegehege aus dem 17. Jahrhundert und ein Jagdgarten des Markgrafen Christian werden in dem Zusammenhang immer wieder als Burgruine missdeutet. Zunächst war die Plassenburg ein zentraler Rückhalt für die meranischen Herrscher am Obermain und im Frankenwald. 1158 werden die Herren von Plassenberg als Ministerialen auf der Burg erwähnt.

### Unter den Orlamündern
Nach dem Tod des letzten Andechs-Meraniers, Herzog Otto VIII., teilten sich dessen Schwäger sein Erbe. Die Plassenburg mit Kulmbach, Berneck, Goldkronach, Wirsberg, Trebgast und Pretzendorf (heute Himmelkron) fiel an die Grafen Hermann III. und Otto III. von Orlamünde. Die beiden Söhne Hermanns II. († 1247) und der Beatrix von Andechs Meranien traten zunächst gemeinsam als Herren der Plassenburg auf. Nach 1278 teilten sie das Erbe ihres Vaters, worauf sich Otto III. im alleinigen Besitz der Herrschaft Plassenburg und des Gebietes um Weimar befand. Otto III. starb 1285 und die Plassenburg war bald danach in den Händen seines Sohnes Otto IV. Dessen Sohn, Graf Otto VI. von Orlamünde, der sich als einziger Orlamünder seit 1323 als „Herr zu Plassenburg“ bezeichnete, verpfändete die Herrschaft mit der Plassenburg, Kulmbach, Trebgast und Berneck 1338 an den Burggrafen Johann II. von Nürnberg. Damit fiel die Plassenburg nach Ottos VI. Tod im Jahr 1340 an die Burggrafen von Nürnberg aus dem Hause Hohenzollern.

### Unter den Hohenzollern
Allmählich entwickelte sich die Plassenburg zu einem neuen Herrschaftszentrum der Hohenzollern. Zur Zeit von Burggraf Friedrich V. von Nürnberg (1357–1397) hatte die Plassenburg der Cadolzburg – einem der traditionellen burggräflichen Aufenthaltsorte – bereits den Rang abgelaufen. 1397 legte Burggraf Friedrich V. die Regierungsgeschäfte nieder und wählte die Plassenburg zu seinem Altersruhesitz. Das zollerische Territorium in Franken wurde gemäß der Dispositio Fridericiana von 1385 unter seinen Söhnen Johann III. und Friedrich VI., dem späteren Kurfürsten Friedrich I. von Brandenburg, aufgeteilt. Damit war die Plassenburg zum Herrschaftsmittelpunkt des sogenannten Fürstentums ob dem Gebirg, des späteren Markgraftums Brandenburg-Kulmbach geworden. Nach dem Tod Johanns III. im Jahr 1420 fiel dessen Erbe seinem Bruder Friedrich zu, der 1421 das Amt des „Hauptmanns ob dem Gebirg“ zu seiner Statthalterschaft schuf. Bis nach der Mitte des 16. Jahrhunderts blieb die Plassenburg das administrative Zentrum des obergebirgischen Fürstentums.
Mit der Internierung der Markgräfin Barbara von Brandenburg im März 1493 begann das traurige Kapitel der Plassenburg als Familiengefängnis. Den Höhepunkt erreichte es, als Markgraf Kasimir zu Brandenburg im Februar 1515 seinen Vater, Markgraf Friedrich II., in ein Turmgemach der Plassenburg einsperren ließ, das dieser zwölf Jahre lang nicht mehr verlassen konnte. Nach Friedrichs Freilassung begann 1530 sein jüngerer Sohn Markgraf Georg der Fromme zu Brandenburg mit dem Ausbau der Plassenburg zur Festung. In rund zehn Jahren Bauzeit entstanden drei mächtige Geschützrondelle, unter denen die Hohe Bastei ihresgleichen im deutschen Sprachraum suchte.
Nachdem Georgs Neffe Markgraf Albrecht Alcibiades zu Brandenburg 1541 die Regierung im Fürstentum Brandenburg-Kulmbach übernommen hatte, verstärkte sich der Ausbau der Plassenburg zur reinen Landesfestung. Daher verlegte er schon 1542 die Residenz zum ersten Mal nach Bayreuth (Markgraftum Bayreuth). Um 1550 beschäftigte der Markgraf einen italienischen Baumeister mit 150 italienischen Maurern, die ihm drei moderne italienische Bastionen in die Gräben der Plassenburg bauten. So gerüstet widerstand die Plassenburg der siebenmonatigen Belagerung im Zweiten Markgrafenkrieg, die am 21. Juni 1554 mit der Kapitulation der Festung endete. Vier Monate nach der Übergabe der Festung, am 21. Oktober 1554, begannen die Bundesstände mit der Zerstörung der Plassenburg: Die Festungsanlagen wurden gesprengt oder mit einer Nürnberger Schraube zum Einsturz gebracht, die Gebäude angezündet und die Brunnen vergiftet.
Nach Notsicherungsmaßnahmen im Jahr 1557 ließ Albrechts Cousin und Erbe Markgraf Georg Friedrich d. Ä. zu Brandenburg unter der Leitung des Amberger Baumeisters Georg Beck mit dem Wiederaufbau der Plassenburg beginnen. Die Pläne für die Renaissance-Architektur, welche die Plassenburg bis heute auszeichnet, stammten jedoch von Caspar Vischer, den Markgraf Georg Friedrich als leitenden Architekten für den Wiederaufbau der Plassenburg verpflichtete. Um 1575 waren die Wohngebäude um den „Schönen Hof“ schon weitgehend fertiggestellt. An den Festungswerken wurde bis 1607 weiter gearbeitet. Obwohl Markgraf Georg Friedrich meist in Ansbach residierte und auch das Alte Schloss in Bayreuth im Renaissance-Stil neu errichten ließ, erstand auch die Plassenburg als befestigtes Schloss wieder.

### Schlosskapelle
Bald nach Baubeginn hatte Herzog Christoph von Württemberg 1563 seinem Schwager Georg Friedrich den Baumeister Aberlin Tretsch, der damals den Bau des Alten Schlosses in Stuttgart und damit auch der dortigen Schlosskapelle leitete, nach Kulmbach geschickt. Dieser sollte die Baufortschritte auf der Plassenburg begutachten und nahm Einfluss auf die Planung der Schlosskirche, die ebenso wie ihr Stuttgarter Vorbild, als Querhauskirche gebaut wurde. Das gegenüber mittelalterlichen Kirchen neue evangelische Raumkonzept sah als Standort der Kanzel – also den Ort, wo Gottes Wort verkündet wurde – einen Wandabschnitt in der Mitte des Langhauses vor. Die evangelische Lehre und Liturgie stellt das Wort Gottes in den Mittelpunkt des Gottesdienstes und damit auch der Raumplanung, die zum Konzept der Querhauskirche führte, das erstmals 1544 in der Torgauer Schlosskapelle, von Martin Luther noch persönlich eingeweiht, und 1562 in Aberlin Jörgs Schlosskapelle im Stuttgarter Alten Schloss aus Luthers Gottesdienstverständnis heraus konsequent angewandt wurde. Spätestens 1569 war die Schlosskapelle der Plassenburg im Rohbau fertig gestellt. 1574/75 ließ Markgraf Georg Friedrich den Kirchenraum noch einwölben. Es war ein großer, schlichter und saalartiger Kirchenraum mit einer einfachen, hohen und unbemalten Holzempore entstanden. Einen ersten großen Umbau gab es schon rund 50 Jahre später unter dem Markgrafen Christian zu Brandenburg (* 1581 †1655). Wahrscheinlich wurde schon damals die Konzeption als Querhauskirche aufgegeben.

### Jüngere Markgrafen-Linien
Nach dem Aussterben der alten fränkischen Hohenzollern mit Markgraf Georg Friedrich im Jahr 1603 begründeten die Markgrafen Christian zu Brandenburg und Joachim Ernst zu Brandenburg, zwei nachgeborene Söhne des Kurfürsten Johann Georg von Brandenburg, die jüngeren fränkischen Linien der Markgrafen zu Brandenburg-Kulmbach und Brandenburg-Ansbach. Markgraf Christian verlegte zwar die Residenz wieder von Kulmbach nach Bayreuth, hielt sich aber im Dreißigjährigen Krieg häufig auf der Plassenburg auf. Diese und die zu ihren Füßen liegende Stadt Kulmbach wurden im Dreißigjährigen Krieg zweimal belagert. Im September 1632 wurde die Festung von Truppen Wallensteins eingeschlossen. Eine Übergabeaufforderung vom 21. September beantwortete der Festungskommandant Hans Christoph Muffel mit Kanonendonner. Im Herbst 1634 wurde die Stadt Kulmbach durch den kaiserlichen Generalwachtmeister Lamboy nach kurzem Kampf eingenommen. Die Plassenburg erwies sich beide Male als uneinnehmbar.
Jedoch waren durch die Erbfolge der beiden Brüder aus Berlin – genau genommen aus Cölln an der Spree – aus dem mächtigen fränkischen Stammland der Familie zwei Sekundogenituren der brandenburgischen Hohenzollern geworden. Die nur begrenzt zur Verfügung stehenden Finanzen reichten kaum zum Unterhalt der Festung Plassenburg, geschweige denn zum weiteren Ausbau. Nach dem Dreißigjährigen Krieg war die in ihrer Entwicklung in der Renaissancezeit stehen gebliebene Plassenburg bald veraltet. Immerhin ließ Markgraf Friedrich 1744 den Kommandantenbau im unteren Burghof in barocken Formen umgestalten und Markgraf Alexander in den Jahren 1782 bis 1784 die Kleine und die Große Kaserne errichten.

### Unter bayerischer Herrschaft
Doch nicht allein wegen ihrer militärischen Stärke und ihrer künstlerischen Ausgestaltung, sondern auch als Aufbewahrungsort des Geheimen Hausarchivs der Hohenzollern und einer hunderte Gemälde umfassenden Ahnengalerie hatte die Plassenburg in früheren Jahrhunderten einen fast legendären Ruf. Nach 1810 kamen die Bestände des Plassenburger Archivs größtenteils nach Bamberg und bilden heute einen Bestandteil des dortigen Staatsarchivs. 1806, im Krieg Napoleons gegen Preußen, wurde die Plassenburg das letzte Mal in ihrer langen Geschichte belagert. Am 10. Oktober besetzten bayerische Truppen die Stadt Kulmbach und begannen mit der Blockade der Plassenburg. Nachdem schon fast alle anderen preußischen Festungen kapituliert hatten, entschloss sich auch der damalige preußische Festungskommandant Generalmajor Johann Adam Siegmund von Uttenhofen zur Kapitulation und übergab die Festung am 24. November 1806 den bayerischen Belagerern. Auf Befehl Napoleons wurden daraufhin im Winter 1806/07 die Festungsanlagen der Plassenburg geschleift.
Während der Befreiungskriege diente die Plassenburg als Lazarett. 1817 wurde in ihren Mauern ein Strafarbeitshaus eingerichtet, wo zu Haftstrafen zwischen einem und acht Jahren verurteilte „Züchtlinge“ zu „Arbeit und Ordnung“ erzogen werden sollten. Von 1862 bis 1909 diente die Plassenburg für rund 650 Häftlinge aus ganz Bayern als Zuchthaus und im Spätsommer 1914 als Internierungslager für „feindliche Ausländer“. Von 1919 bis 1921 folgte eine Verwendung als Festungshaftanstalt und dann noch einmal bis 1928 als Zuchthaus. Seit 1929 befindet sich die Plassenburg in der Obhut der Bayerischen Verwaltung der staatlichen Schlösser, Gärten und Seen.
In der Zeit des Nationalsozialismus betrieb der Nationalsozialistische Bund deutscher Technik (NSBDT) unter Fritz Todt auf der Plassenburg die Reichsschule der deutschen Technik. Dazu wurde der Arsenalbau vom Architekten Siegfried Schmelcher umgebaut. Das ehemalige Zellengefängnis auf der Hohen Bastei wurde abgebrochen und aus dem Schönen Hof verschwanden alle Einbauten, die an die Zuchthauszeit erinnerten.
Nach dem Zweiten Weltkrieg wurden neben weiteren Flüchtlingslagern in und um Kulmbach auf der Burg hunderte Flüchtlinge und Vertriebene aus den deutschen Ostgebieten und dem Sudetenland untergebracht. Die sanitären Verhältnisse waren nur in dem Hauptbau erträglich. Dort gab es große Waschräume mit Duschen und eine Zentralheizung. Die Schlafsäle teilten Trennwände, die aber nicht bis an die Decke reichten, zu Kabinen. Im Schönen Hof baute man eine Holzlatrine. In den großen Räumen grenzten mit Decken verhängte Stockbetten kleine Abteile für die einzelnen Familien ab. Sie waren teilweise nicht heizbar oder durch Aufstellung eines Ofens heizbar gemacht worden. Das Essen wurde in einer Gemeinschaftsküche zubereitet. Der Aufenthalt auf der Burg dauerte für manche Vertriebene Jahre, bis die Wohnungsbauprogramme für den notwendigen Wohnraum sorgten.
Die Plassenburg war auch ein Refugium für Künstler, die infolge der Vertreibungen oder nach der deutschen Teilung in Kulmbach Aufnahme fanden. Beispielsweise konnten die Künstler Hein Kaske aus Danzig, Hans Lewerenz aus Berlin und der Bauhauskünstler Egon Engelien dort ihr Lebenswerk vollenden. Der Bund Fränkischer Künstler veranstaltet auf der Burg regelmäßig Ausstellungen. Eine ständige Schau von zeitgenössischen Werken demonstriert die Vielfalt der heimischen Kunst und enthält beispielsweise das Gemälde Aschermittwoch von Hans Lewerenz, der auf der Plassenburg von 1948 bis zu seinem Tod 2006 lebte.
Heute sind in der Burg das Deutsche Zinnfigurenmuseum, die Staatlichen Museen Plassenburg mit dem Armeemuseum Friedrich der Große und dem Museum Hohenzollern in Franken sowie das Landschaftsmuseum Obermain mit Exponaten zur Heimatkunde des Kulmbacher Umlandes untergebracht. Der Innenhof der Burg (genannt Schöner Hof) wird für kulturelle Veranstaltungen genutzt. Es finden ganzjährig Führungen durch die gesamte Anlage statt.

## Gemeindeteil Plassenburg
Mit dem Gemeindeedikt wurde Plassenburg dem 1811 gebildeten Steuerdistrikt Kulmbach zugewiesen. Ab dem 18. Oktober 1831 gehörte die bis dahin gemeindelose Plassenburg zur Ruralgemeinde Ködnitz und war ein Gemeindeteil von ihr. Am 28. Februar 1908 wurde Plassenburg nach Kulmbach umgemeindet.
Einwohnerentwicklung
| Jahr      | 001819 | 001861 | 001871 | 001885 | 001900 | 001925 | 001950 | 001961 | 001970 | 001987 |
| Einwohner | 100    | 529    | 898    | 808    | 725    | 525    | 654    | 68     | 53     | 0      |
| Häuser    |        |        |        | 2      | 3      | 3      | 8      | 4      |        | 1      |
| Quelle    | [ 11 ] | [ 12 ] | [ 13 ] | [ 14 ] | [ 15 ] | [ 16 ] | [ 17 ] | [ 18 ] | [ 19 ] | [ 20 ] |

## Trivia
- Die weit verbreitete Sage einer Weißen Frau hat ihren Ursprung auf der Plassenburg.
- Die Plassenburg ist Handlungsort des historischen Romans Die Markgräfin von Sabine Weigand (ISBN 3810523658) um Barbara von Brandenburg und des sozialkritischen Romans Die Gefangenen auf der Plassenburg von Jakob Wassermann (ISBN 376613972X).
- Entgegen landläufiger Meinung gibt es keinen unterirdischen Zugang von der Stadt Kulmbach hinauf zur Burg.
- Die Schleifung der Burg durch napoleonisch-bayerische Truppen auf die heutige Größe hat trotz Einsatz von Sprengstoff mehrere Monate gedauert.
- Durch das Gelände der Burg verläuft der Fränkische Marienweg.